# Ruanda
Il Ruanda (AFI: /ruˈanda/; in kinyarwanda: u Rwanda; in swahili, francese e inglese: Rwanda; in francese desueto anche Rouanda), ufficialmente Repubblica del Ruanda, è uno Stato dell'Africa orientale. Confina a ovest con la Repubblica Democratica del Congo, a nord con l'Uganda, a est con la Tanzania, a sud con il Burundi e non ha sbocchi sul mare.
Dal 1884 al 1919 fece parte dell'Africa Orientale Tedesca, colonia dell'Impero tedesco, per poi passare, al termine della prima guerra mondiale, al Belgio, da cui ottenne l'indipendenza nel 1962.

## Storia
Il primo popolo a insediarsi in Ruanda fu quello dei Twa, un'etnia di cacciatori e raccoglitori, abitatori delle foreste. Successivamente, nel primo millennio d.C., migrò in questo territorio la popolazione bantu degli Hutu.
Nel XIV secolo arrivarono probabilmente dall'area etiope i Tutsi, un popolo allevatore di bestiame, che assoggettarono gli Hutu. Assunto il potere del territorio, lo divisero in staterelli e organizzarono una società a struttura piramidale, al cui vertice era il re. Per secoli le tre tribù ruandesi Hutu (85%), Tutsi e Twa condivisero la stessa cultura, lingua e religione.
Il Regno del Ruanda, governato dal clan Tutsi Nyighinya, divenne il regno dominante dalla metà del 18º secolo, espandendosi attraverso un processo di conquista e assimilazione, e raggiunse il suo apice durante il regno del re Kigeli Rwabugiri nel 1853–1895. Rwabugiri espanse il regno a ovest e verso nord, avviò riforme amministrative che causarono una spaccatura tra le popolazioni hutu e tutsi. Questi includevano uburetwa, un sistema di lavoro forzato che gli hutu dovevano eseguire per riottenere l'accesso alla terra che era stata loro confiscata, e ubuhake, in base al quale i capi tutsi cedevano il bestiame a clienti hutu o tutsi in cambio di servizi economici e personali.

### Il periodo coloniale
Durante il regno del Mwami giunse alla corte il conte Gustav Adolf von Götzen. La Germania nel 1884 prese il controllo di quella regione, che divenne parte dell'Africa Orientale Tedesca, e che ebbe come primo governatore proprio von Götzen.
Scoppiata la prima guerra mondiale, nel 1916 durante la campagna dell'Africa Orientale, fu occupato dalle truppe del Congo belga.
Nel 1919 la Società delle Nazioni affidò questo territorio al Belgio, in amministrazione fiduciaria. Il Belgio instaurò un rigido sistema coloniale di separazione razziale e sfruttamento. I belgi, concedendo alla minoranza Tutsi la supremazia sugli Hutu, alimentarono un profondo risentimento tra la maggioranza Hutu.
Nel 1957, in contemporanea con il movimento per l'indipendenza del Congo, gli Hutu fondarono un partito, il Parmehutu, che si ribellò alla casta dominante. Nel 1959 i belgi cedettero il controllo del paese alla maggioranza Hutu.

### L'indipendenza
Nel 1962 il Ruanda ottenne formalmente l'indipendenza dal Belgio e divenne una repubblica sotto la presidenza di Grégoire Kayibanda. Con l'indipendenza ebbe inizio da parte delle istituzioni hutu un lungo periodo di stragi e massacri contro i Tutsi. Centinaia di migliaia di Tutsi, ma anche di Hutu moderati, furono costretti all'esilio in Burundi.
Nel 1963 i Tutsi che si erano rifugiati in Burundi tornarono in Ruanda per riprendere il potere, ma non ci riuscirono. Forte fu la tensione fra Ruanda e Burundi, e terminò quando anche il Burundi divenne una repubblica.
All'inizio degli anni settanta le tensioni fra le due etnie si acuirono. Nel 1973 il generale hutu Juvénal Habyarimana guidò un colpo di Stato. Il neopresidente fondò nel 1975 il Movimento Rivoluzionario Nazionale per lo Sviluppo. Nel 1978 fu approvata la nuova costituzione, secondo la quale ai Tutsi è consentito diventare capi villaggio o sindaci, ma non ministri. Il regime, tuttavia, cominciò a reprimere con la massima durezza ogni forma di dissidenza, anche da parte della maggioranza Hutu. Alla base del successivo conflitto in Ruanda ci sarà non solo un conflitto etnico, ma anche uno scontro tra dittatura e democrazia.
Nel 1988 alcuni rifugiati Tutsi diedero vita a un movimento di ribellione chiamato Fronte Patriottico Ruandese, rivendicando il potere sulla loro patria.

### Il genocidio del 1994
Nel 1990 dalla sua base in Uganda il FPR sferrò un'offensiva contro il governo ruandese, che fu fermata con l'aiuto militare francese e belga. Un periodo funesto di guerra civile e massacri continuò fino al 1993, anno in cui le Nazioni Unite negoziarono un accordo che spartiva il potere tra le due parti.
Quando l'accordo era sul punto di essere firmato, l'aereo che trasportava il presidente ruandese a Kigali esplose in circostanze non chiare. Le tensioni fin lì più o meno latenti esplosero, e per preservare il potere la linea dura degli estremisti Hutu tra il 6 aprile e il mese di luglio del 1994 mise in atto quello che viene chiamato il "genocidio del Ruanda", dove venne massacrato un numero di persone di etnia Tutsi vicino al milione.

### I vent'anni seguenti
Dopo il genocidio subito dai Tutsi, comunque, il Fronte Patriottico Ruandese riuscì a conquistare il potere in Ruanda, costringendo oltre due milioni di ruandesi di etnia Hutu a fuggire nel confinante Zaire (oggi Congo), dove ottennero l'appoggio del presidente Mobutu. Alcuni rifugiati Hutu fondarono in Zaire delle armate, che svolgevano operazioni di guerriglia ai danni dei Tutsi. Il Ruanda, il Burundi e l'Uganda, anche per difendere la minoranza dei Tutsi congolesi Banyamulenge, che era perseguitata dai guerriglieri Hutu favorevoli a Mobutu, invasero lo Zaire appoggiando la guerra di liberazione contro Mobutu guidata da Laurent-Désiré Kabila.
Nel 1997 Laurent Kabila ottenne la vittoria contro Mobutu, e divenne presidente della Repubblica Democratica del Congo, ex Zaire. In Ruanda furono avviati i primi processi per stabilire i responsabili del genocidio, ma dovettero subire rinvii a causa della mancanza di giudici. Un primo processo si concluse nel 1998; furono condannate ventidue persone considerate colpevoli di genocidio.
Nel luglio 1998, Laurent Kabila ingiunse agli eserciti di Ruanda e Burundi di abbandonare il Kivu, la regione congolese abitata dai Tutsi Banyamulenge, ma al loro rifiuto cominciò la seconda guerra del Congo, che vide il coinvolgimento di molti Stati africani.
Nell'aprile del 2000 il capo del FPR, Paul Kagame, è stato eletto presidente della Repubblica, e nel luglio del 2002 ha siglato un armistizio con la Repubblica Democratica del Congo. Contemporaneamente, le truppe stanziate nella Repubblica Democratica del Congo sono rientrate in patria. Le tensioni sono ancora vive (ribelli hutu attivi in territorio congolese), ma esiste anche un serio desiderio di riappacificazione, come si è notato il 20 novembre 2002 in occasione di un concerto reggae che ha riunito venticinquemila persone di entrambe le etnie.
Nel 2003 le istituzioni politiche sono state modificate e approvate con il referendum del 26 maggio. Nel luglio dello stesso anno si sono tenute le elezioni presidenziali, che hanno riconfermato la carica a Kagame, e in settembre quelle legislative, che hanno visto il trionfo del Fronte Patriottico Ruandese. L'amministrazione statunitense ha considerato queste elezioni "un importante passo verso la riconciliazione e la democrazia", mentre altre organizzazioni, tra cui la Chiesa cattolica e Amnesty International, sono rimaste perplesse dei risultati. Kagame vinse con il 94,3% di voti favorevoli, mentre il suo "principale" avversario, Faustin Twagiramungu, si fermò al 3,5% circa e contestò il risultato. Secondo le dichiarazioni di alcuni esponenti di Amnesty, il governo di Paul Kagame avrebbe sciolto già nel mese di aprile 2003 il partito principale di opposizione e obbligato la popolazione a iscriversi al FPR. Alcuni arrivarono a parlare persino di repressione politica. La responsabilità delle istituzioni e di alcune nazioni occidentali, che non si mobilitarono per fermare il genocidio, è stata ricordata dal presidente Kagame nel corso delle celebrazioni per il decimo anniversario dei massacri, nell'aprile del 2004.
Nel frattempo, avanzano i processi dei colpevoli, condotti dal Tribunale Penale Internazionale per il Ruanda (TPIR), alcuni dei quali si sono conclusi solo in tempi recenti. Per esempio, quello del colonnello Aloys Simba, condannato, il 12 dicembre 2005 a 25 anni di carcere per genocidio e crimini contro l'umanità e quello dell'ex sindaco della città di Gikoro, Paul Bisengimana, arrestato in Mali cinque anni prima e condannato il 14 aprile 2006 a 15 anni di prigione. Nel settembre del 2005 il Tribunale della comunità (gacaca) ha concesso a 774 prigionieri di lavorare alla costruzione di strade come pena alternativa alla detenzione in carcere.

### Anni 2010
Nell'agosto 2010 si sono svolte le elezioni presidenziali, il cui vincitore è stato il presidente uscente Paul Kagame, con il 93% dei consensi elettorali. Il clima preelettorale è stato molto teso, e le elezioni sono state considerate non democratiche e prive di trasparenza, in quanto gli avversari politici di Kagame (Victoire Ingabire, Bernard Ntaganda e Frank Habineza) non hanno potuto correre per le presidenziali. Tra questi, Victoire Ingabire ha chiesto alla comunità internazionale di annullare l'esito di queste elezioni. Attualmente non esistono mass media indipendenti, in quanto i tre più importanti giornali - Umuseso, Umuvugizi e Umurabyo - sono stati chiusi. Inoltre, alcuni giornalisti sono stati uccisi.
Alle elezioni presidenziali del 2017 Paul Kagame è risultato nuovamente vincitore con oltre il 98% dei voti.
Nelle ultime votazioni, svoltasi in un clima fortemente antidemocratico, Paul Kagame è risultato vincitore con il 99,15% dei voti.
Il 27 giugno 2025 il ministro degli affari esteri ruandese Olivier Nduhungirehe e il suo omonimo congolese Thérèse Kayikwamba Wagner, attraverso la mediazione degli Stati Uniti d'America, hanno firmato a Washington un trattato di pace che ha messo fine al conflitto scaturito fra i due Paesi nel 2022.

## Territorio

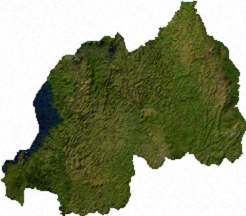
Il Ruanda dal satellite

Il territorio è prevalentemente montuoso (l'altitudine media è di 1 700 m s.l.m.). I rilievi si sono sviluppati nell'era cenozoica, con la formazione della Rift Valley africana. La principale catena è quella dei monti Virunga (altezza media 2 700 m), situati nel nordovest del Paese, a cui appartiene la vetta più alta (Karisimbi, 4 507 m); nella catena sono presenti diversi vulcani attivi. La catena fa da spartiacque fra i bacini dei due maggiori fiumi dell'area, il Nilo e il Congo. La zona più pianeggiante è quella orientale, caratterizzata da numerosi laghi e acquitrini paludosi.

### Idrografia
Il Ruanda è attraversato da numerosi fiumi a carattere stagionale, la cui portata d'acqua dipende dalle piogge. Il più importante è il Kagera, che lambisce i confini orientali del Paese e da cui ha origine il Nilo. A ovest scorrono il Ruzizi, che sfocia nel lago Tanganica, e il Luguka, un affluente del fiume Congo. Il lago più esteso è il Kivu (2 650 km², 1 459 m s.l.m.).

## Clima
Il Ruanda si trova nella fascia equatoriale, ma, grazie alla sua altitudine, presenta un clima temperato, considerato fra i più salubri dell'intero continente africano. La temperatura media è di 20 °C. Le precipitazioni non sono molto abbondanti (fra i 1000 e i 1400 mm annui, con valori maggiori sui Virunga) e sono concentrate in due stagioni delle piogge (marzo-maggio e ottobre-dicembre). Occasionalmente il Paese viene colpito da periodi di siccità.

## Popolazione

### Demografia

Andamento della popolazione del Ruanda dal 1950 al 2020

Ci sono 14,09 milioni di abitanti in Ruanda (stima 2023). La densità di popolazione è tra le più elevate del continente africano a causa della salubrità del clima. Le zone maggiormente urbanizzate sono le alte terre vicino alla catena montuosa occidentale, dove la densità di popolazione raggiunge i 350 ab./km², e le regioni vicine al lago Kivu. Benché modificata dal genocidio del 1994, la dinamica demografica è in aumento.
Gli insediamenti sono costituiti da villaggi di capanne, diffusi soprattutto nelle regioni più elevate dell'altopiano. L'unico centro che ha la struttura di una vera e propria città è la capitale Kigali. Nyanza e Butare sono altri villaggi importanti per l'economia e per la burocrazia. La popolazione urbana raggiunge il 16,7% (2002).

### Etnie
Il gruppo etnico più diffuso è quello degli Hutu (84%), cui seguono i Tutsi (15%, erano il 20% prima del genocidio) e i Twa (1%).

### Religione
I ruandesi sono in maggioranza cristiani.

### Lingue
Le lingue ufficiali della Repubblica sono il kinyarwanda, lo swahili, il francese e l'inglese. Ciononostante, dopo il Genocidio del Ruanda del 1994, la complicazione dei rapporti con la Francia, l'intensificarsi dei rapporti con gli Stati Uniti d'America e il ritorno di molti esuli tutsi dall'Uganda (anglofono) ha permesso che l'uso dell'inglese continuasse a diffondersi tra la popolazione e nelle amministrazioni, tanto che alla fine del 2008 il governo ha annunciato il passaggio dal francese all'inglese come lingua ufficiale dell'intero sistema scolastico e universitario.

## Ordinamento dello stato

### Suddivisione amministrativa

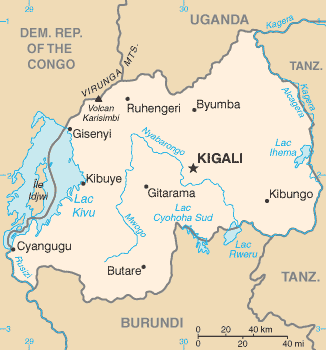
Cartina del Ruanda

In seguito all'entrata in vigore della nuova organizzazione amministrativa (2006) il Ruanda è oggi diviso in cinque province (intara), ulteriormente suddivise in 30 distretti, i quali comprendono a loro volta 416 settori.
Le province sono:
- Provincia Settentrionale
- Provincia Orientale
- Provincia Meridionale
- Provincia Occidentale
- Provincia di Kigali

### Istruzione

#### Università
Principale università statale del paese l'Università Nazionale del Ruanda è stata istituita nel 1963.
Università Kibogora Polytechnic.
Università cattolica di Kabgayi.
Istituto di istruzione superiore di Ruhengeri
Istituto di pratica legale e sviluppo
African Leadership University

### Sistema giuridico
Il diritto ruandese è in gran parte ispirato al modello tedesco e a quello belga. Nel 2007 è stata abolita la pena di morte.

### Politica
Il Ruanda è membro dell'ONU, dell'Unione Africana, del WTO e dal 2009 del Commonwealth delle nazioni.

#### Sistema politico
Il Ruanda è una repubblica presidenziale a parlamento bicamerale; il Presidente, eletto a suffragio universale diretto, resta in carica per sette anni. Il Presidente attuale è Paul Kagame, del Fronte Patriottico Ruandese. Il Primo Ministro è Edouard Ngirente, indipendente. Il potere legislativo è affidato alla Camera dei Rappresentanti (80 membri, di cui 24 donne) e al Senato (26 membri, di cui 12 scelti mediante elezione).

## Economia
Il Ruanda è uno tra gli Stati più poveri del mondo: ha un indice di povertà HPI-1 del 44,5%. Le cause della debolezza economica si trovano nella distanza dal mare, nella dipendenza economica dall'esportazione di tè e caffè e nella precaria situazione politica. Lo Stato ruandese, nonostante i recenti tentativi di incentivare l'economia migliorando le infrastrutture locali, dipende ancora molto dai finanziamenti esteri di Paesi dell'Unione europea (soprattutto del Belgio) e di enti come la Banca africana di sviluppo, l'ONU e la Banca Mondiale. Nell'anno 2001 ha ricevuto 291 milioni di dollari come aiuti dai Paesi esteri che, comunque, non bastano a colmare il debito estero, che nel 2001 ammontava a 1316 miliardi di dollari. Il PIL a parità di potere d'acquisto (PPA) nel 2012 era di 15 miliardi di dollari; il PIL pro capite PPA ammontava a 1 441 dollari.
La valuta locale è il franco del Ruanda (RWF), la cui unità è divisa in 100 centesimi.

### Settore primario
La base economica del Paese è costituita dall'agricoltura di piantagione, che occupa la maggior parte della forza lavoro e che è stata introdotta in epoca coloniale prima dai tedeschi e poi dai belgi. Attualmente è oggetto dei piani governativi di sviluppo, finanziati con gli aiuti esteri, che hanno come obiettivi:
- l'aumento della produttività;
- l'estensione della superficie coltivabile (che comunque rimane esigua rispetto alla popolazione);
- l'intensificazione dei rapporti commerciali.

Il settore ha uno sviluppo molto lento a causa dell'arretratezza delle strutture. Le produzioni sono insufficienti al fabbisogno della popolazione e sembra che ciò sia destinato a peggiorare, data la scoperta di processi di erosione causati dallo sfruttamento intensivo del suolo. Sono coltivati per il mercato interno la batata, la manioca, la patata, il sorgo, il mais e prodotti agricoli come i legumi. Sono coltivati per l'esportazione il caffè, il tè, il piretro, il tabacco, le arachidi, la soia e altre piante per l'estrazione di oli. La coltivazione del riso e della canna da zucchero ha dato risultati insoddisfacenti.
I boschi e le foreste sono poco sfruttati e coprono il 21% del territorio. Il legname è usato solo come combustibile.
L'allevamento è favorito dai vasti spazi a prateria e a savana, da un adeguato livello di precipitazioni e da una limitata diffusione delle mosche tse-tse. Esso è tuttavia limitato dalla mancanza di spazi, di acqua, di mangimi di qualità e di servizi veterinari adeguati a fronteggiare le cicliche epidemie. Sebbene l'allevamento sia condotto con metodi arretrati, soddisfa le richieste interne. Sono allevati soprattutto bovini e caprini, specialmente per il latte.
La pesca è un'attività di modesta importanza, praticata soprattutto nel lago Kivu, ma limitata dal depauperamento dei banchi di pesci.

### Settore secondario
Il settore estrattivo è in sviluppo sin dal periodo della dominazione belga e riguarda la cassiterite (da cui si estrae poi lo stagno), il tungsteno, la columbite, la tantalite, l'oro, il berillio e il gas naturale. Quest'ultimo si trova in particolare sotto il lago Kivu, in una delle riserve considerate più consistenti del pianeta (28,3 miliardi di metri cubi), ma l'estrazione è ostacolata dalla carenza di denaro.
Il settore metallurgico ha visto nel 1982 la creazione del primo impianto destinato alla produzione di stagno. Altre forme di industria prevedono piccoli stabilimenti per la trasformazione di prodotti agricoli, per la produzione di cemento e per la manifattura del tabacco.
Il Ruanda è autosufficiente dal punto di vista energetico, poiché l'energia elettrica è fornita da centrali idroelettriche.

### Trasporti
Il commercio è ostacolato dall'insufficiente sistema di comunicazioni. Le ferrovie sono inadeguate a causa anche della conformazione morfologica del territorio; le arterie stradali sono poche, partono dalla capitale Kigali e raggiungono i confini con l'Uganda e il Burundi. Il Ruanda intraprende comunicazioni marittime con la Repubblica Democratica del Congo attraverso il lago Kivu. Per collegarsi all'oceano Indiano, invece, i ruandesi devono attraversare l'Uganda e giungere a Mombasa, in Kenya. Le comunicazioni aeree sono garantite dalla compagnia di bandiera, RwandAir e dai due aeroporti di Kigali e Kamembe.

### Commercio
Il commercio interno è poco sviluppato a causa della povertà della popolazione.
I commerci con l'estero sono più vivaci: le importazioni (soprattutto di macchinari, veicoli, combustibili, prodotti alimentari e manufatti vari; dal Kenya e dall'Unione europea) superano le esportazioni (caffè, piretro, tè, pelli, cuoi, cassiterite, tungsteno).

### Telecomunicazioni
Scarsa è la diffusione delle tecnologie delle telecomunicazioni. Ogni mille abitanti si contano in media 2,8 telefoni, 13,6 cellulari, 76 radio e 0,1 Internet host.

## Situazione sanitaria
La popolazione è difesa naturalmente da alcune malattie epidemiche (ad esempio la malattia del sonno) grazie al clima del luogo. Ciò ha contribuito sia alla salute umana sia a quella del bestiame. Tuttavia sussistono altri problemi sanitari:
- la bassa speranza di vita alla nascita: 66.9 maschile, 71.2 femminile (fonte OMS 2020)
- l'elevata mortalità infantile (10,36%, in calo negli ultimi anni);
- la scarsità d'acqua (nel 2000, il 41% della popolazione non aveva accesso all'acqua potabile);
- la diffusione di malattie quali la malaria (6 500 casi ogni centomila abitanti) e l'AIDS (il 6,3% della popolazione ne è ammalato).

## Ambiente
A causa dell'intenso sfruttamento agricolo, favorito dalla fertilità del terreno vulcanico e dall'alta densità di popolazione, la flora e l'ambiente naturali del Ruanda sono stati soppiantati in gran parte del Paese da parte di insediamenti abitativi e zone coltivate. La guerra civile e i conseguenti spostamenti di sfollati hanno contribuito a danneggiare le aree precedentemente dichiarate protette. Rimangono comunque aree di savana erbacea, più rappresentate nella zona orientale ove prevale il paesaggio paludoso con boschi di papiri. Nel nord del paese, sui versanti dei monti Virunga si trovano foreste pluviali con eucalipti, acacie e palme.
Il 14% circa del territorio fa parte dei due maggiori parchi nazionali del Paese, il più importante dei quali è il parco nazionale dell'Akagera, al confine con la Tanzania, di elevata importanza faunistica (vi si trovano tra l'altro elefanti, ippopotami, coccodrilli, leopardi e antilopi). Presso i Monti Virunga si trovano ancora i rarissimi gorilla di montagna, a rischio d'estinzione. Altra area di notevole interesse naturalistico e ambientale è quella della foresta equatoriale di Niungwe posta nel sud del Paese, al confine con il Burundi, a sud, e col lago Kivu e la Repubblica Democratica del Congo a ovest. La foresta pluviale di Niungwe è probabilmente la foresta equatoriale di montagna meglio conservata di tutta l'Africa centrale. È posta a spartiacque tra il bacino fluviale del fiume Congo, a ovest, e quello del fiume Nilo a est. Dal versante est della foresta di Niungwe scaturisce, inoltre, uno dei rami sorgenti del Nilo. La foresta, che raggiunge l'altitudine massima di circa 3 000 metri sul livello del mare presenta un particolare interesse faunistico per la presenza di nutrite colonie di scimpanzé (Pan troglodytes - Blumenbach, 1775) e di Colobi dell'Angola (Colobus angolensis - Sclater, 1860), questi ultimi ormai estinti in Angola per l'intensa caccia alla quale sono stati sottoposti.

## Cultura

### Patrimoni dell'umanità
Alcuni siti del Ruanda sono stati iscritti nella Lista dei patrimoni dell'umanità dell'UNESCO.

### Letteratura
Un aspetto culturale tipico riguarda anche la letteratura del Ruanda.. Tra gli scrittori possiamo ricordare Gilbert Gatore, Esther Mujawayo e Scholastique Mukasonga.

### Cinema
In ambito cinematografico possiamo ricordare Gilbert Ndahayo, Kivu Ruhorahoza e Yves Montand Niyongabo, il cui cortometraggio del 2010 Maibobo ha ottenuto il Premio CUMSE al Festival del cinema africano, d'Asia e America Latina di Milano 2010.
Nei film della Marvel legati al personaggio di Black Panther la nazione fittizia del Wakanda corrisponde più o meno a quella del Ruanda (che ne ricorda il nome anche foneticamente)

### Ruanda nello spazio
- 24 settembre 2019; viene lanciato RWASAT-1, il primo satellite ruandese lanciato nello spazio[17].

## Sport
La Nazionale di calcio del Ruanda ha vinto la Coppa CECAFA nel 1999.

## Tradizioni

### Bandiera

Vecchia bandiera del Ruanda

La prima bandiera del Ruanda, adottata nel 1962, era divisa in tre fasce verticali dei tre colori panafricani (rosso, giallo e verde), con al centro una lettera R nera che la distingueva dalla bandiera della Guinea. La nuova bandiera, adottata nel 2001, presenta tre bande orizzontali di colore azzurro, giallo e verde (rispettivamente simbolo della pace, della crescita economica e della prosperità), con un sole giallo a 24 raggi posto a destra nella fascia azzurra.

### Gastronomia
La gastronomia ruandese è una delle più ricche della sua zona; fondamentali sono i Imiteja (piselli) i quali sono la base di molti piatti locali, insieme alla soia e al riso (Umuceri). Durante la colazione o il pasto del mattino è abitudine mangiare Ikijumba (patata dolce) con Ikivuguto (latte condensato).
La radici di cassava (Manihot esculenta) sono la base di molte ricette; può essere mangiata come verdura, oppure con altre spezie può formare il classico Isombe, con cassava e farina si forma invece l'Ubugali, ogni paese africano ha il suo "ubugali" differente; le persone mangiano l'ubugali con tutto (carne, piselli, isombe, ecc.). L'ubugali può essere fatto anche con il sorgo (pianta molto importante in quest'area), dove è chiamato Amasaka; l'amasaka è utilizzato anche per la preparazione del vino locale. Un altro ingrediente base della cucina ruandese è la banana, chiamata Ibitoki, solitamente viene cucinata insieme alle noci; la banana è utilizzata anche per la produzione di "Urwagwa", una bevanda alcolica chiamata appunto "birra di banana".
L'Ubuki (miele ruandese) è tra i più pregiati e famosi dell'Africa; non solo è utilizzato per la preparazione dell'Urwagwa, ma anche come medicina tradizionale per la cura di numerose malattie.

### Ricorrenze nazionali
| Data      | Nome                                          | Significato                                                  |
| --------- | --------------------------------------------- | ------------------------------------------------------------ |
| 7 aprile  | Giorno del Ricordo                            | Commemorazione del genocidio del Ruanda, del 1994            |
| 1º luglio | Giorno dell'Indipendenza o umunsi w'ubwigenge | Festa nazionale: celebra l'indipendenza dal Belgio, nel 1962 |